# Amandine Mauricette
Amandine Mauricette est une joueuse française de volley-ball née le 1er juin 1985 à Les Abymes, Guadeloupe. Elle mesure 1,78 m et joue réceptionneuse-attaquante. Elle totalise 36 sélections en équipe de France. Sa sœur jumelle Bénédicte Mauricette est également une joueuse de volley-ball. Elle a actuellement mis sa carrière de côté pour se consacrer à sa vie de maman.

## Clubs
| Club              | Pays   | De        | À         |
| ----------------- | ------ | --------- | --------- |
| RC Villebon 91    | France | 2004-2005 | 2005-2006 |
| Venelles VB       | France | 2006-2007 | 2006-2007 |
| Melun-La Rochette | France | 2007-2008 | 2008-2009 |
| Venelles VB       | France | 2009-2010 | 2009-2010 |

## Palmarès
- Dernière saison pro à Venelles avec selon certains la potentiellement meilleur attaque du championnat en 2010.
- 5e du championnat pro et qualification à la coupe d'Europe avec La Rochette en 2009.
- 6e du championnat pro avec La Rochette en 2008.
- 7e du championnat pro avec Venelles en 2007.
- Championne de Nationale 1 et remontée en pro en 2006.
- Vainqueur de la coupe de France espoir face à sa sœur et le RC Cannes avec le RC Villebon en 2006.
- Finaliste du championnat de France pro avec sa sœur au RC Villebon en 2005(descente du club pour raison financière).